# Anne Akiko Meyers
 (août 2025).
Si vous disposez d'ouvrages ou d'articles de référence ou si vous connaissez des sites web de qualité traitant du thème abordé ici, merci de compléter l'article en donnant les références utiles à sa vérifiabilité et en les liant à la section « Notes et références ».
Pour les articles homonymes, voir Meyers.
Anne Akiko Meyers, née le 15 mai 1970 à San Diego (Californie), est une violoniste américaine.

## Biographie
Fille d'un citoyen américain et d'une mère d'origine japonaise, elle a commencé à étudier le violon à 4 ans. Élevée en Californie du Sud, elle a étudié avec Shirley Helmick, puis avec Alice et Eleonore Schoenfeld (en) à l'École Colburn (en) à Los Angeles. Elle a ensuite étudié avec Josef Gingold à l'Université de l'Indiana et Dorothy DeLay, Felix Galimir (en) et Masao Kawasaki à la Juilliard School à New York. Ayant obtenu son diplôme à l'âge de 20 ans à la Juilliard School, elle a commencé des tournées internationales et des enregistrements.

## Carrière
Meyers a joué avec l'Orchestre philharmonique de Los Angeles et, à l'âge de douze ans, a fait ses débuts avec l'Orchestre philharmonique de New York dirigé par Zubin Mehta. Quand elle avait seize ans, elle a signé avec ICM Partners (en) et a commencé des tournées et des enregistrements. À dix-huit ans, elle a enregistré son premier album à Londres dans les Studios Abbey Road, interprétant les Concertos de Barber et de Bruch avec l'Orchestre philharmonique royal. Après avoir signé un contrat exclusif avec RCA Red Seal Records à l'âge de 21 ans, elle a continué à enregistrer une discographie complète. À l'âge de 23 ans, elle était la seule lauréate de l'Avery Fisher Career Grant.
Meyers a été régulièrement invitée au Carnegie Hall, au Hollywood Bowl, le Lincoln Center, Suntory Hall, l'Opéra de Sydney, et de nombreux autres lieux. Elle a été soliste avec de nombreux orchestres, y compris l'Orchestre symphonique écossais de la BBC, l'Orchestre symphonique de Boston, le Deutsches Symphonie-Orchester Berlin, l'Orchestre du Festival de Budapest, l'Orchestre Philharmonia de Londres, l'Orchestre philharmonique de Los Angeles, l'Orchestre de Paris, l'Orchestre symphonique du Minnesota, l'Orchestre symphonique de Montréal, l'Orchestre philharmonique de Moscou, l'Orchestre philharmonique de New York, l'Orchestre de Philadelphie, l'Orchestre royal du Concertgebouw, l'Orchestre philharmonique royal, l'Orchestre symphonique de la radio suédoise, l'Orchestre symphonique de Sydney, l'Orchestre symphonique de la NHK de Tokyo, l'Orchestre symphonique de Toronto, l'Orchestre symphonique de Vienne, et l'Orchestre philharmonique de Varsovie.
Elle a créé des œuvres de David Baker (en), Mason Bates, Jakub Ciupinski, John Corigliano, Gene Pritsker (en), Nathan Currier (en), Roddy Ellias, Karl Amadeus Hartmann, Jennifer Higdon, Wynton Marsalis, Olivier Messiaen, Akira Miyoshi, Arvo Pärt, Manuel María Ponce, Sōmei Satō, Teddy Shapiro, Joseph Schwantner, et Ezequiel Viñao (en).
Meyers a demandé au musicien de jazz Wynton Marsalis de lui écrire des cadences pour le Concerto pour violon en sol majeur no 3 de Mozart, qu'elle a créées avec l'Orchestre symphonique de l'Utah.

## Instruments
Anne Akiko Meyers joue sur un violon Stradivarius de 1730 qu'elle possède, appelé le Royal Spanish, sur le violon Stradivarius de 1697 appelé le Molitor et sur Guarneri del Gesù appelé Vieuxtemps de 1741 prêté à vie. Le Molitor passe pour avoir été la propriété de Napoléon Bonaparte, mais il a été établi qu'il a appartenu en fait à l'un des généraux de Napoléon, le comte Gabriel Molitor. Il a été acheté auprès de Tarisio Auctions le 14 octobre 2010 pour 3,6 millions de dollars. C'était le prix le plus élevé pour un instrument de musique vendu aux enchères jusqu'à ce que le Lady Blunt ait été vendu le 20 juin 2011 pour 9,8 millions de livres. Anne Akiko Meyers a utilisé le Molitor dans plusieurs enregistrements en studio, y compris le Concerto pour deux violons en ré mineur, BWV 1043 de Bach. Dans cet enregistrement, elle joue les deux parties, une sur le Stradivarius Royal Spanish et l'autre sur le Molitor. Le 24 janvier 2013, un acheteur anonyme a acheté le Guarneri del Gesù Vieuxtemps de 1741 pour un montant non divulgué (qui serait de plus de 16 000 000 $, un record), et a confié à vie l'instrument à Meyers.

## Discographie
- Concertos Samuel Barber/Max Bruch (1988) avec l'Orchestre philharmonique royal et Christopher Seaman
- Album Gabriel Fauré et Camille Saint-Saëns (1989)
- Album Max Bruch et Édouard Lalo (1992) avec le RPO et Jesús López Cobos
- Sonates de César Franck et Richard Strauss (1993)
- Concerto pour violon de Felix Mendelssohn (1993) et autres œuvres avec l'Orchestre Philharmonia et Andrew Litton
- Salut d'Amour (1994)
- French Orchestral Works (1995)
- Classical Ecstasy (1996)
- American Album (1996)
- Franz Schubert (1997)
- Album Sergei Prokofiev (1997) avec le Orchestre symphonique de la Radio de Francfort et Dmitri Kitaïenko
- UltraSound Music for the Unborn Child (1999)
- Violin for Relaxation (2000)
- Romantic Violin (2001)
- Smooth Classics (2003)
- East Meets West (2004) (album nippon/français )
- Kisetsu (2002) de Sōmei Satō (écrit pour Meyers)
- Angelfire (2001) de Joseph Schwantner « Fantasy » for amplified violin and orchestra (écrit pour Meyers)
- Trio avec piano de Jennifer Higdon (2003)
- Concerto pour violon no 1 en sol mineur de Max Bruch, enregistrement live au Japon (2006)
- Smile (2008)
- Seasons…dreams (2009)
- Pride (In the Name of Love) from Gems avec Michael Bolton (2011)
- Air - The Bach Album avec l'English Chamber Orchestra (2011)
- Les quatre Saisons : Album Vivaldi (2014)
- The American Masters, Orchestre symphonique de Londres dirigé par Leonard Slatkin (2014)